# Blue (sång)
"Blue" är en låt av den finländska rockgruppen The Rasmus, då kända som bara Rasmus. Låten gavs ut som singel i maj 1997 och hamnade också på albumet Playboys som gavs ut i augusti samma år. Trots att "Blue" var gruppens första utgivna singel på skiva betraktas den inte allmänt som deras debutsingel, dels för att låten "Funky Jam" från året innan spelades flitigt på radio, och dels för att EP-skivorna 1st, 2nd och 3rd ibland även har beskrivits som singlar.
Singeln nådde tredje plats på Finlands singellista och blev en fortsatt framgång i hemlandet där den sålde guld och bidrog till att bygga upp en bredare publik.

## Låtskrivandet
Låten skrevs av de fyra medlemmarna och resulterade i en av de mest "rena" och radiovänliga låtarna från albumet, i kontrast med de många experimentella funk- och punkrocklåtar som finns med på samma album. Låten inleds med melodiska keyboardtoner spelade på en så kallad Panda 49 och går sedan över till mjuka elgitarrriff. Vid 3:13 minuter kan man även höra ett ca 17-sekunders långt gitarrsolo spelat av gitarristen Pauli Rantasalmi, vilket var ovanligt att hitta på The Rasmus äldre skivor.
Eftersom bandet aldrig har förklarat ursprunget till låtarna på sitt tidiga album är det därför okänt vad texten egentligen handlar om. I refrängen sjunger Lauri Ylönen "My mind is resting in the blue, my mind is resting in the sea" och således borde ordet "blue" i detta sammanhang inte syfta på den allmänna depressiva termen, utan snarare ha betydelsen att drömma sig bort. 

## Mottagande
"Blue" blev en varmt mottagen låt i Finland och troligtvis på grund av låtens melodiska rockrytm och mer seriöst skrivna sångtext i jämförelse med albumets övriga låtar, blev "Blue" skivans mest framgångsrika singel och hamnade trea på Finlands singellista i 11 veckor. Singeln har sålt guld i Finland, vilket där motsvarar 15 000 sålda skivor. Det var även den enda singeln från Playboys som uppnådde någon listposition på Finlands singellista över huvud taget. Någon officiell video har dock inte spelats in. Under The Rasmus tidiga år på Warner Music spelades låten live vid bandets konserter, men likt allt annat tidigare material har den ytterst sällan framförts därefter.

## Om singeln
"Blue" är fyra sekunder kortare på singeln än vad den är på albumet. Anledningen till detta är att i slutet på varannan låt från albumet Playboys har man lagt till ett plingande ljud. Detta ljudet betyder att man ska vända sida i albumfoldern som följer med skivan, eftersom sångtexterna är tryckta där. Detta plingande ljud fyller dock ingen funktion på singelskivan, därför klippte man bort den delen. Samma sak hände även med "Kola" som också har ett jämnt låtnummer på albumet.

## Låtlista
CD-singel
1. "Blue" (Ylönen, Heinonen, Rantasalmi, Heiskanen) – 4:18
2. "Kola" (Ylönen, Heinonen, Rantasalmi, Heiskanen) – 3:48

## Listplaceringar
| Lista (1997)            | Högsta placering |
| ----------------------- | ---------------- |
| Finländska singellistan | 3                |

## Medverkande
| The Rasmus - Lauri Ylönen – sång - Eero Heinonen – bas, bakgrundssång - Pauli Rantasalmi – gitarr, bakgrundssång - Janne Heiskanen – trummor Övriga musiker - Ilkka Hämälinen – turntablism, bakgrundssång - Timo Lavanko – bakgrundssång - Tuukka Helminen – cello - Hannu Pikkarainen – Panda 49 (elorgel) | Produktion - Ilkka Herkman – producent, inspelning, mixning - Juha Heininen – inspelning, mixning - Pauli Saastamoinen – mastering - Braalot – layout - Dick Lindberg – fotografi |

Information från albumets häfte.